# 130P/McNaught-Hughes
La cometa McNaught-Hughes, formalmente 130P/McNaught-Hughes, è una cometa periodica del Sistema solare, appartenente alla famiglia delle comete gioviane. È stata scoperta da Robert H. McNaught il 30 settembre 1991 su una fotografia presa da Shaun Hughes, utilizzando lo UK Schmidt Telescope situato presso l'Osservatorio di Siding Spring, in Australia.
Durante il passaggio al perielio del 2004, la cometa ha raggiunto l'avvicinamento massimo di 1,266 UA alla Terra il 2 luglio, nello stesso periodo è stata misurata una magnitudine apparente di circa 16,4°, valore massimo finora registrato. Ad ogni passaggio al perielio, corrispondono uno o due periodi di avvicinamento alla Terra.
| 2 luglio 2004 Posizione della cometa con indicate le distanze dalla Terra e dal Sole. | 27 agosto 2011 Posizione stimata della cometa con indicate le distanze dalla Terra e dal Sole. |